# 阿史那阙啜
阿史那阙啜（7世纪？—708年），唐朝突厥族将领，阿史那氏，被赐名忠节，又作阙啜忠节，或阿史那阙啜忠节。
“阙”为部落名，“啜”为官名，隶属于突骑施乌质勒。武则天长寿元年（692年），阙啜与王孝杰联合伐吐蕃，攻克龟兹、于阗、疏勒、碎叶四镇。唐中宗神龙二年（706年），因不满乌质勒长子娑葛代父统兵，多次与娑葛攻战，因不敌，于是入唐宿卫，走到播仙镇（今新疆且末县西南），采纳经略使、右威卫将军周以悌的建议，联合吐蕃攻娑葛，发兵攻打于阗坎城，获财货无数。遣使向宰相宗楚客献金七百两，请朝廷派军援助自己讨伐突骑施，宗楚客从其所请，派遣冯嘉宾安抚，发甘州、凉州以西兵卒助讨娑葛。事情泄露，景龙二年（708年），娑葛派兵袭击，阙啜与冯嘉宾均被执杀。